# كدحة روقب (حديبو)

تعديل مصدري - تعديل

كدحة روقب هي إحدى قرى مديرية حديبو التابعة لمحافظة سقطرى، بلغ تعداد سكانها 127 نسمة حسب تعداد اليمن لعام 2004.